# Hassenhausen (Fronhausen)
Hassenhausen ist ein Ortsteil der Gemeinde Fronhausen im mittelhessischen Landkreis Marburg-Biedenkopf. Der Ort liegt östlich von Fronhausen an der Zwester Ohm.

## Geschichte

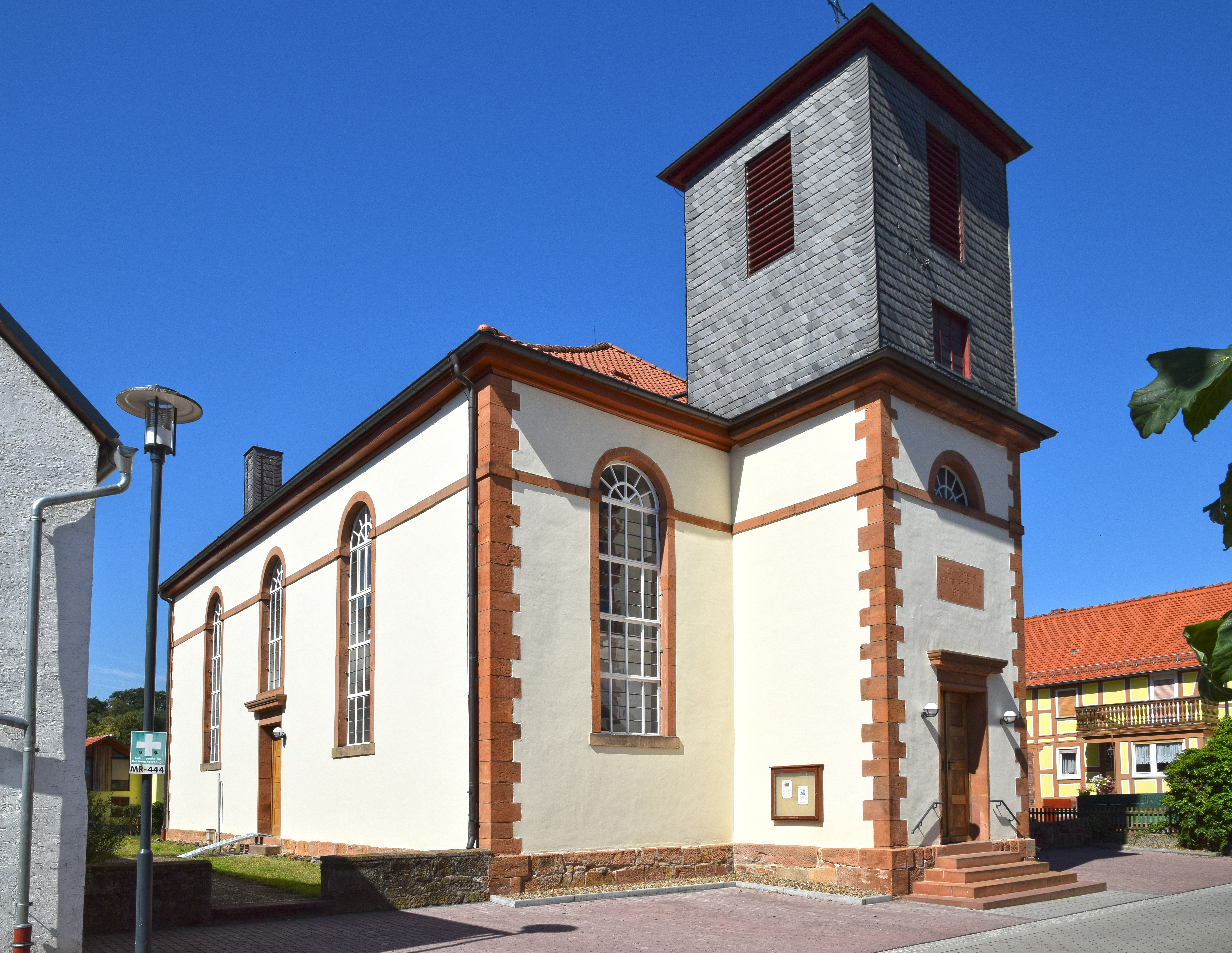
Kirche

### Ortsgeschichte
Die älteste bekannte schriftliche Erwähnung von Hassenhausen erfolgte unter dem Namen Hozzehusun um das Jahr 1130.
Seit 1840 gibt es im Ort eine Kirchengemeinde der Baptisten.
Im Zuge der Gebietsreform in Hessen erfolge zum 1. Juli 1974 kraft Landesgesetz der Zusammenschluss der bis dahin selbstständigen Gemeinden Bellnhausen, Erbenhausen, Fronhausen mit Sichertshausen, Hassenhausen, Holzhausen und Oberwalgern zur neuen Großgemeinde Fronhausen.
Für alle ehemals eigenständigen Gemeinden von Fronhausen wurden Ortsbezirke gebildet.

### Verwaltungsgeschichte im Überblick
Die folgende Liste zeigt die Staaten und Verwaltungseinheiten, denen Hassenhausen angehört(e):
- vor 1567: Heiliges Römisches Reich, Landgrafschaft Hessen, Gericht Ebsdorf (Gericht Ebsdorf bestand aus den Orten: Ebsdorf, Leidenhofen, Hachborn, Erbenhausen, Hassenhausen, Ilschhausen, Roßberg, Dreihausen, Möln und Heskem)[6]
- ab 1567: Heiliges Römisches Reich, Landgrafschaft Hessen-Marburg, Amt Marburg, Gericht Ebsdorf[7]
- 1604–1648: Heiliges Römisches Reich, strittig zwischen Landgrafschaft Hessen-Darmstadt und Landgrafschaft Hessen-Kassel (Hessenkrieg), Amt Marburg, Gericht Ebsdorf
- ab 1648: Heiliges Römisches Reich, Landgrafschaft Hessen-Kassel, Amt Marburg, Gericht Ebsdorf
- ab 1786: Heiliges Römisches Reich (bis 1806), Landgrafschaft Hessen-Kassel, Amt Treis an der Lumbde, Gericht Ebsdorf
- ab 1803 ist das Staatsoberhaupt Kurfürst (Kurfürstentum Hessen)
- ab 1806: Kurfürstentum Hessen, Amt Treis an der Lumbde, Gericht Ebsdorf
- 1807–1813: Königreich Westphalen, Departement der Werra, Distrikt Marburg, Kanton Ebsdorf
- ab 1815: Kurfürstentum Hessen, Amt Treis an der Lumbde, Gericht Ebsdorf[8]
- ab 1821: Kurfürstentum Hessen, Provinz Oberhessen, Landkreis Marburg[9][Anm. 2]
- ab 1848: Kurfürstentum Hessen, Bezirk Marburg
- ab 1851: Kurfürstentum Hessen, Provinz Oberhessen, Landkreis Marburg
- ab 1867: Norddeutscher Bund[Anm. 3], Königreich Preußen, Provinz Hessen-Nassau, Regierungsbezirk Kassel, Landkreis Marburg
- ab 1871: Deutsches Reich, Königreich Preußen, Provinz Hessen-Nassau, Regierungsbezirk Kassel, Landkreis Marburg
- ab 1918: Deutsches Reich, Freistaat Preußen, Provinz Hessen-Nassau, Regierungsbezirk Kassel, Landkreis Marburg
- ab 1944: Deutsches Reich, Freistaat Preußen, Provinz Kurhessen, Landkreis Marburg
- ab 1945: Amerikanische Besatzungszone, Groß-Hessen (seit 1946), Regierungsbezirk Kassel, Landkreis Marburg
- ab 1946: Amerikanische Besatzungszone, Hessen, Regierungsbezirk Kassel, Landkreis Marburg
- ab 1949: Bundesrepublik Deutschland, Hessen, Regierungsbezirk Kassel, Landkreis Marburg
- ab 1974: Bundesrepublik Deutschland, Hessen, Regierungsbezirk Kassel, Landkreis Marburg-Biedenkopf, Gemeinde Fronhausen[Anm. 4]
- ab 1981: Bundesrepublik Deutschland, Hessen, Regierungsbezirk Gießen, Landkreis Marburg-Biedenkopf, Gemeinde Fronhausen

### Gerichte seit 1821
Mit Edikt vom 29. Juni 1821 wurden in Kurhessen Verwaltung und Justiz getrennt. Nun waren Justizämter für die erstinstanzliche Rechtsprechung zuständig, die Verwaltung wurde von Kreisen übernommen. In Marburg wurde der Kreis Marburg für die Verwaltung eingerichtet und das Landgericht Marburg war als Gericht in erster Instanz für Hassenhausen zuständig. 1850 wurde das Landgericht in Justizamt Marburg umbenannt. Das Oberste Gericht war das Oberappellationsgericht in Kassel. Untergeordnet war das Obergericht Marburg für die Provinz Oberhessen. Es war die zweite Instanz für die Justizämter. Mit dem Gesetz über die Neugliederung von Untergerichtsbezirken vom 13. Juli 1833 wurde Hassenhausen dem Justizamt Treis an der Lumda zugewiesen.
Nach der Annexion Kurhessens durch Preußen wurde durch einen Gebietstausch Treis an das Großherzogtum Hessen abgetreten, Hassenhausen wurde dem Justizamt Marburg zugeschlagen das jetzt zum königlich Preußischen Amtsgericht Marburg wurde.
Im Juni 1867 erging eine königliche Verordnung, die die Gerichtsverfassung in den zum vormaligen Kurfürstentum Hessen gehörenden Gebietsteilen neu ordnete. Die bisherigen Gerichtsbehörden sollten aufgehoben und durch Amtsgerichte in erster, Kreisgerichte in zweiter und ein Appellationsgericht in dritter Instanz ersetzt werden. Im Zuge dessen erfolgte am 1. September 1867 die Umbenennung des bisherigen Justizamtes in Amtsgericht Marburg. Die Gerichte der übergeordneten Instanzen waren das Kreisgericht Marburg und das Appellationsgericht Kassel.
Auch mit dem Inkrafttreten des Gerichtsverfassungsgesetzes von 1879 blieb das Amtsgericht unter seinem Namen bestehen.
In der Bundesrepublik Deutschland sind die übergeordneten Instanzen das Landgericht Marburg, das Oberlandesgericht Frankfurt am Main sowie der Bundesgerichtshof als letzte Instanz.

## Bevölkerung

### Einwohnerstruktur 2011
Nach den Erhebungen des Zensus 2011 lebten am Stichtag dem 9. Mai 2011 in Hassenhausen 348 Einwohner. Darunter waren 12 (3,4 %) Ausländer.
Nach dem Lebensalter waren 384 Einwohner unter 18 Jahren, 939 zwischen 18 und 49, 480 zwischen 50 und 64 und 456 Einwohner waren älter.
Die Einwohner lebten in 150 Haushalten. Davon waren 39 Singlehaushalte, 45 Paare ohne Kinder und 45 Paare mit Kindern, sowie 18 Alleinerziehende und 3 Wohngemeinschaften. In 33 Haushalten lebten ausschließlich Senioren und in 129 Haushaltungen lebten keine Senioren.

### Einwohnerentwicklung
| Quelle: Historisches Ortslexikon |                                                                                             |
| • 1577:                          | 28 Hausgesesse                                                                              |
| • 1630:                          | 21 Hausgesessene (1 dreispännige, 6 zweispännige, 2 einspännige Ackerleute, 11 Einläuftige) |
| • 1681:                          | 15 hausgesessene Mannschaften                                                               |
| • 1747:                          | 36 Haushalte                                                                                |
| • 1838:                          | Familien: 33 nutzungsberechtigte, 4 nicht nutzungsberechtigte Ortsbürger, 8 Beisassen       |

| Hassenhausen: Einwohnerzahlen von 1774 bis 2014 | Hassenhausen: Einwohnerzahlen von 1774 bis 2014 | Hassenhausen: Einwohnerzahlen von 1774 bis 2014 | Hassenhausen: Einwohnerzahlen von 1774 bis 2014 | Hassenhausen: Einwohnerzahlen von 1774 bis 2014 |
| --- | ----------------------------------------------- | ----------------------------------------------- | ----------------------------------------------- | ----------------------------------------------- |
| Jahr |                                                 |                                                 |                                                 | Einwohner                                       |
| 1774 | 1774                                            |                                                 | 182                                             | 182                                             |
| 1800 | 1800                                            |                                                 | ?                                               | ?                                               |
| 1834 | 1834                                            |                                                 | 229                                             | 229                                             |
| 1840 | 1840                                            |                                                 | 215                                             | 215                                             |
| 1846 | 1846                                            |                                                 | 226                                             | 226                                             |
| 1852 | 1852                                            |                                                 | 252                                             | 252                                             |
| 1858 | 1858                                            |                                                 | 259                                             | 259                                             |
| 1864 | 1864                                            |                                                 | 274                                             | 274                                             |
| 1871 | 1871                                            |                                                 | 280                                             | 280                                             |
| 1875 | 1875                                            |                                                 | 279                                             | 279                                             |
| 1885 | 1885                                            |                                                 | 277                                             | 277                                             |
| 1895 | 1895                                            |                                                 | 264                                             | 264                                             |
| 1905 | 1905                                            |                                                 | 264                                             | 264                                             |
| 1910 | 1910                                            |                                                 | 266                                             | 266                                             |
| 1925 | 1925                                            |                                                 | 256                                             | 256                                             |
| 1939 | 1939                                            |                                                 | 272                                             | 272                                             |
| 1946 | 1946                                            |                                                 | 404                                             | 404                                             |
| 1950 | 1950                                            |                                                 | 409                                             | 409                                             |
| 1956 | 1956                                            |                                                 | 332                                             | 332                                             |
| 1961 | 1961                                            |                                                 | 309                                             | 309                                             |
| 1967 | 1967                                            |                                                 | 315                                             | 315                                             |
| 1980 | 1980                                            |                                                 | ?                                               | ?                                               |
| 1990 | 1990                                            |                                                 | ?                                               | ?                                               |
| 2009 | 2009                                            |                                                 | 376                                             | 376                                             |
| 2011 | 2011                                            |                                                 | 348                                             | 348                                             |
| 2014 | 2014                                            |                                                 | 364                                             | 364                                             |
| Datenquelle: Historisches Gemeindeverzeichnis für Hessen: Die Bevölkerung der Gemeinden 1834 bis 1967. Wiesbaden: Hessisches Statistisches Landesamt, 1968. Weitere Quellen: |                                                 |                                                 |                                                 |                                                 |

### Historische Religionszugehörigkeit
| Quelle: Historisches Ortslexikon |                                                                                 |
| • 1861:                          | 243 evangelisch-lutherische Einwohner, 6 Mitglieder abweichender Sekten         |
| • 1885:                          | 245 evangelische (= 88,45 %), kein katholischer, 32 andere Christen (= 11,55 %) |
| • 1961:                          | 281 evangelische (= 90,94 %), 28 katholische (= 9,06 %) Einwohner               |

### Historische Erwerbstätigkeit
| Quelle: Historisches Ortslexikon | |
| • 1774:                          | Erwerbspersonen: ein Schmied, ein Zimmermann, 3 Schneider, 9 Leineweber, 4 Tagelöhner/innen                                         |
| • 1838:                          | Familien: 33 Ackerbau, 11 Tagelöhner.                                                                                               |
| • 1961:                          | Erwerbspersonen: 83 Land- und Forstwirtschaft, 59 Produzierendes Gewerbe, 17 Handel und Verkehr, 12 Dienstleistungen und Sonstiges. |

## Politik
Für Hassenhausen besteht ein Ortsbezirk mit Ortsbeirat und Ortsvorsteher nach der Hessischen Gemeindeordnung. Er umfasst das Gebiet der ehemaligen Gemeinde Hassenhausen.
Der Ortsbeirat Hassenhausen  besteht aus fünf Mitgliedern. Bei den Kommunalwahlen in Hessen 2021 betrug die Wahlbeteiligung zum Ortsbeirat 51,18 %. Alle Kandidaten gehörten der Liste „Gemeinsam für Hassenhausen“ an.

## Kultur
2001 war Hassenhausen Originalschauplatz des Filmes Storno von Elke Weber-Moore, der ab 13. Juni 2002 im Kino zu sehen war und in den folgenden Jahren öfter im Fernsehen ausgestrahlt wurde.

## Verkehr
Westlich von Hassenhausen verläuft die Bundesstraße 3a, die Landesstraße 3048 durchquert das Dorf.
Mit der Buslinie MR-35 der ALV Marburg besteht über den Bahnhof Fronhausen eine Anbindung an die Main-Weser-Bahn.

## Windpark

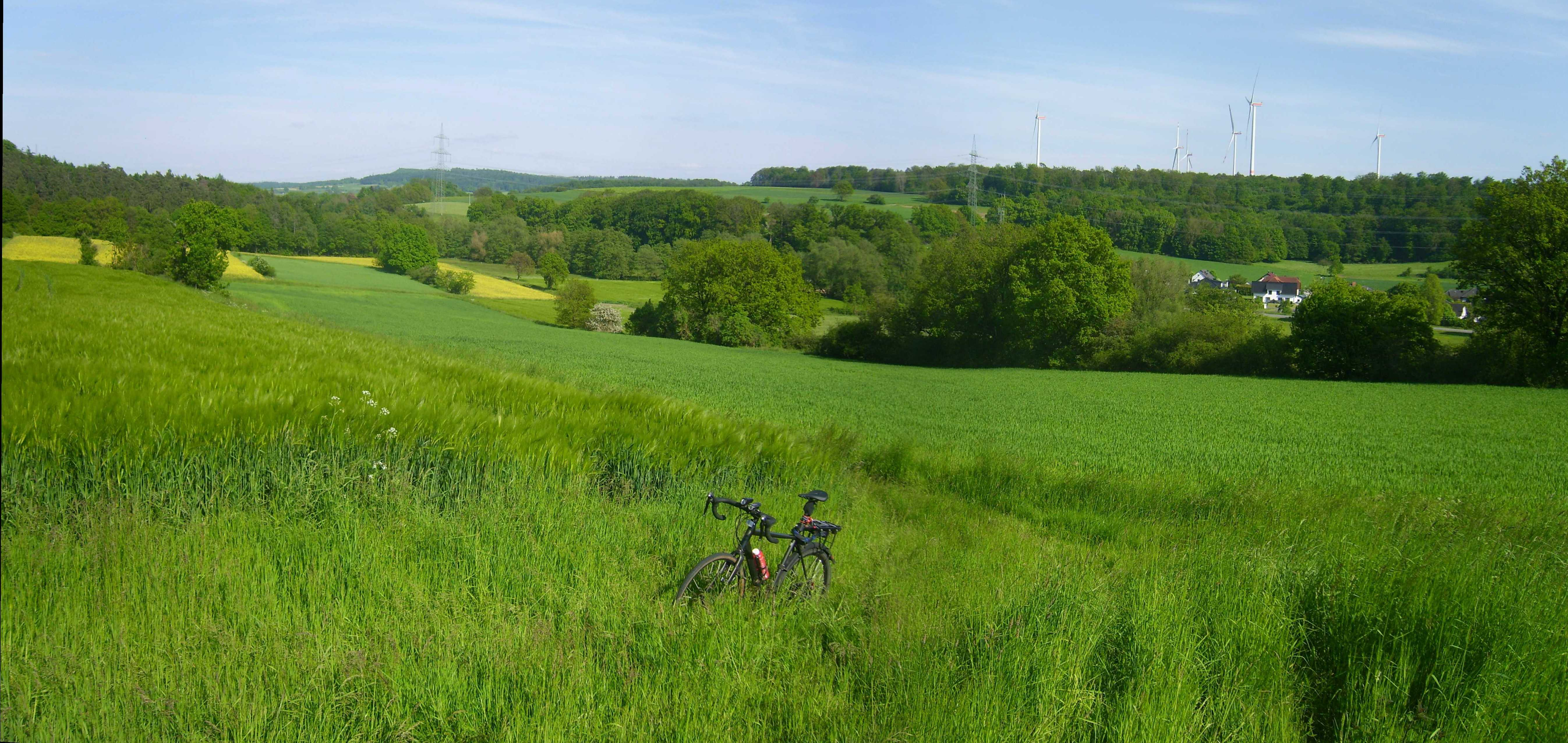
Blick von unterhalb des Sportplatzes, am Fuß der Lahnberge, auf Hassenhausen und den Windpark; links der gut 5 km entfernte Leidenhöfer Kopf, mit 393 m die zweithöchste Erhebung des Vorderen Vogelsbergs

Südöstlich des Dorfes, an den Hängen des Vorderen Vogelsbergs, wurde 2017 der Windpark Hassenhausen mit 7 Rotoren errichtet, siehe Liste von Windkraftanlagen in Hessen.